# Mei 1937
| Deze maand                                                                           |
| ------------------------------------------------------------------------------------ |
| - Ramp van de Hindenburg - Opstand in Albanië - Kabinet-Hayashi valt na verkiezingen |

De volgende gebeurtenissen speelden zich af in mei 1937. 
- 1 - In de Verenigde Staten wordt een nieuwe neutraliteitswet van kracht. Als de president vaststelt dat er een oorlog tussen staten of een burgeroorlog binnen een staat is, zijn leveranties van wapens aan en de handel in staatsobligaties van deze staat of staten automatisch verboden.
- 1 - In Danzig wordt in 1937 de volledige onderdrukking van de politieke partijen (met uitzondering van de nationaalsocialisten) voltrokken. Partijleider Albert Forster verklaart dat de eenheid van staat en partij 'op dezelfde wijze als in Duitsland zal worden verwezenlijkt'.
- 1 - Het Moskou-Wolgakanaal wordt in gebruik genomen.
- 2[1] - De definitieve uitslag van de verkiezingen in Japan laten zien dat de beide grote oppositiepartijen Minseito en Seijoekai gewonnen hebben, en van 179 en 175 van 466 naar 205 en 178 van 470 zetels gaan.
- 2[1] - In de Spaanse Burgeroorlog brengen de Republikeinen de España, het grootste oorlogsschip van de Nationalisten, tot zinken.
- 3[1] - Italië gaat over tot nationalisatie van alle scheepswerven met een kaptiaal van meer dan 10 miljoen lire. De staat zal minimaal de helft van de aandelen overnemen tegen de gemiddelde koers van het afgelopen halfjaar.
- 3 - Het wapen van prins Bernard wordt vastgesteld.
- 4 - De anarchisten in Catalonië komen in opstand tegen de regering. De gevechten eisen naar schatting 300 slachtoffers voordat het tot een vergelijk komt.
- 5[1] - De Nederlandse regering dient een wetsontwerp in om de diverse rechtbanken te vergroten.
- 5 - De Duitse minister van buitenlandse zaken Konstantin von Neurath beëindigt een bezoek aan Benito Mussolini en Galeazzo Ciano.
- 6 - Het luchtschip "Hindenburg" vergaat in een ontploffing en brand bij de marinehaven Lakehurst in de Verenigde Staten.
- 6 - De Britse minister van buitenlandse zaken Anthony Eden dringt aan op een onderzoek naar het bombardement op Guernica.
- 6 - 21 landen ondertekenen een internationale suikerovereenkomst, die de handel in suiker voor de komende vijf jaar moet reguleren.
- 7 - De Pravda roept op tot strengere actie tegen kerk en religie.
- 8 - De capitulaties in Egypte worden afgeschaft. In het bijzonder betekent dit dat onderdanen van alle landen door Egyptische rechtbanken berecht zullen worden.
- 8 - In Duitsland wordt het joden per direct verboden de graad van doctor te behalen.
- 9 mei - In Italië geldt een algemene loonsverhoging van 10-12% over het deel van het salaris tot 1500 lire.
- 10[1] - De vakbonden in Engeland en Schotland besluiten in verband met besprekingen een geplande staking met 1 week uit te stellen.
- 11[1] - De Duitse rijksjeugdleider Baldur von Schirach verklaart dat confessionele jeugdorganisaties, binnen dan wel buiten de Hitlerjugend, niet zullen worden getolereerd.
- 12 - Koning George VI en zijn vrouw Elizabeth worden tot koning en koningin gekroond.
- 13[1] - Alle Italiaanse journalisten worden uit Londen teruggeroepen, en Britse dagbladen worden in Italië verboden.
- 16 - In zuidelijk Albanië breekt een opstand uit. De opstandelingen bezetten een aantal steden, maar worden desondanks snel verslagen.
- 18[1] - De Spaanse regeringsleider Largo Caballero treedt af. Juan Negrin vormt een nieuwe regering.
- 18 - Willis Van Devanter, lid van het Amerikaans Hooggerechtshof, verklaart per 2 juni met pensioen te gaan.
- 19[1] - In Mantsjoekwo vindt een regeringswijziging plaats, waarbij onder meer minister-president Zhang Jinghui zelf het ministerschap voor buitenlandse zaken waar gaat nemen.
- 20[1] - Duitsland telde in april 1937 minder dan 1 miljoen werklozen, voor het eerst sinds oktober 1927.
- 22[1] - Nederlands Oost-Indië en Japan sluiten een handelsovereenkomst.
- 24 - President Franklin Delano Roosevelt dient een voorstel tot werkverruiming in: 35-urige werkweek, minimumloon van 40 cent per uur en verbod op kinderarbeid.
- 24 - De ballon van de stratosfeeronderzoeker Auguste Piccard verbrandt.
- 25[1] - Koning Victor Emanuel III en minister van buitenlandse zaken Galeazzo Ciano ondernemen een staatsbezoek aan Boedapest.
- 25[1] - Het Huis van Afgevaardigden keurt de anti-lynching bill van Joseph A. Gavagan goed.
- 26[1] - In Duitsland wordt de 'Deutsche Gotterkenntniss' van Erich Ludendorff officieel als godsdienst erkend.
- 26[1] - Otto Schmidt landt met 3 man op het ijs van de Noordelijke IJszee om daar een jaar lang op het ijsveld wetenschappelijke onderzoekingen te doen.
- 26[1] - In Zwitserland zal de leeftijdsgrens voor kinderarbeid worden verhoogd van 14 naar 15 jaar.
- 26 - Tweede Kamerverkiezingen 1937: In Nederland vinden verkiezingen voor de Tweede Kamer plaats. De RKSP en de ARP winnen, de CHU verliest. De NSB komt met 4 zetels nieuw in de kamer, terwijl meerdere kleine partijen verdwijnen.
- 26 - Egypte treedt toe tot de Volkenbond.
- 27 - De bisschoppenconferentie van de Anglicaanse Kerk stemt met grote meerderheid tegen een voorstel waarbij gescheiden personen die hertrouwen bij leven van hun ex-partner niet meer om die reden van de sacramenten kunnen worden uitgesloten.
- 27 - Nederland en Ecuador sluiten een handelsovereenkomst.
- 28[1] - In Nederland wordt een wetsontwerp ingediend die kleuren en vorm van de nationale vlag vaststelt.
- 28 - De Britse premier Stanley Baldwin treedt af. Neville Chamberlain vormt een nieuwe regering.
- 28 - De Osloconferentie, bestaande uit België, Denemarken, Finland, Luxemburg, Noorwegen, Zweden en Nederland sluit een akkoord, inhoudende dat voor een serie van goederen onderlinge invoerbeperkingen worden opgeheven dan wel niet nieuw ingevoerd.
- 28 - Turkije en Frankrijk komen tot een overeenstemming betreffende statuut en grondwet van Alexandrette.
- 29 - Twee Spaanse vliegtuigen bombarderen het Duitse pantserschip Deutschland in de haven van Ibiza. De Spanjaarden stellen dat dit een reactie was op beschietingen vanaf het schip; Duitsland ontkent dit.
- 31 - In vergelding voor het bombardement op de Deutschland voeren Duitse schepen een bombardement uit op Almeria.
- 31 - Het Japanse kabinet-Hayashi treedt af. Prins Fumimaro Konoe zal naar verwachting de nieuwe regering gaan vormen.

en verder:
- Hongarije overweegt de militaire dienstplicht in te voeren. Mocht dit gebeuren, dan zal dat vermoedelijk tot tegenmaatregelen van de Kleine Entente leiden.
- Het Verenigd Koninkrijk probeert een wapenstilstand en terugtrekking van alle buitenlandse 'vrijwilligers' in de Spaanse Burgeroorlog te bereiken.

<< · januari · februari · maart · april · mei · juni · juli · augustus · september · oktober · november · december · >>